# Partito Socialista Democratico Cinese
Il Partito Socialista Democratico Cinese (CDSP; Zhōngguó mínzhǔ shèhuìdǎngP) fu un partito politico fondato a Shanghai il 15 agosto 1946. Venne costituito attraverso la fusione dell'ex Partito nazionalsocialista cinese  (中國國家社會黨T). Il suo nome stenografico preferito era "socialisti" e non aveva alcuna relazione con il partito nazista tedesco e il Partito democratico costituzionalista (民主 憲政 黨T), entrambi sopravvissuti agli anni di aggressione giapponese sostenendo generalmente il governo nazionalista Kuomintang. Il primo capo del nuovo partito fu Carsun Chang.
Sia i socialisti che i costituzionalisti democratici avevano forti legami con il defunto Partito progressista di Liang Qichao. Il primo aveva sede in Cina ed era parte della Lega Democratica Cinese mentre il secondo era composto da persone dell'oltremare cinese ed espatriati. La maggior parte dei loro membri erano di mezza età o anziani. Non fecero mai opera di reclutato e la maggior parte dei loro membri erano amici o parenti l'uno dell'altro. I loro piccoli numeri significavano che mancavano di influenza, ma permettevano anche loro di operare sotto il controllo del Kuomintang per prevenire infiltrazioni da parte di altri partiti.
La sua piattaforma politica era quella di promuovere il socialismo democratico in Cina, la pace mondiale, la libertà individuale, lo sviluppo economico, un restringimento del divario tra ricchi e poveri, e uguali diritti per le donne. Il partito cercò anche l'implementazione di un sistema di assistenza sociale per la sanità pubblica e la sicurezza sociale. 
Dopo la promulgazione della costituzione della Repubblica di Cina, nel gennaio 1947, il CDSP creò delle filiali in diverse province e città della Cina e partecipò alle prime elezioni per l'Assemblea nazionale, lo Yuan legislativo e quello di controllo. Il partito propose anche Hsu Fu-lin come candidato alla vice-presidenza della Prima Assemblea Nazionale del 1948 a Nanchino.
Dopo che il Governo della Repubblica di Cina si ritirò dalla Cina continentale, i membri chiave, inclusi i rappresentanti eletti e capi di partito, seguirono il Kuomintang a Taiwan. Carsun Chang si trasferì negli Stati Uniti e fu sostituito, come capo del partito, da Hsu Fu-lin fino alla sua morte nel 1958. Chang fu eletto presidente del partito da un congresso nazionale del CDSP tenuto nel 1959.
Il CDSP era uno dei tre partiti politici legali nella Repubblica di Cina dopo il trasferimento a Taiwan e l'imposizione della legge marziale, mentre gli altri due erano il governo Kuomintang e il minore Partito della Gioventù Cinese. Il partito ebbe un piccolo numero di seggi all'Assemblea nazionale, allo Yuan legislativo e a quello di controllo, ma non riuscì ad ottenere rappresentanze elettive dopo la transizione democratica di Taiwan negli anni 1990.
Il partito si sciolse il 29 aprile 2020.